# Paksi FC
A Paksi FC jelenleg a magyar labdarúgó-bajnokság első osztályában szerepel. Első szezonja az NB I-ben, a 2006–07-es volt. Azóta rendszeres tagjai a bajnokságnak. A csapat eddigi legnagyobb sikere a 2023-24,illetve 2024-25-ös Magyar kupa győzelem, valamint a 2010–11 NB I-es bajnokságban és 2023-24 NB I-es bajnokságban ezüstérmes lett.

## Névváltozások
- 1952–1975: Paksi Kinizsi SK (alapítási név: Paksi Kinizsi Sportkör)
- 1975–1993: Paksi SE (a Paksi TSZ SE beolvadt a klubba)
- 1993–2006: Paksi Atomerőmű SE (1993. július 1-jén a Paksi SE és az Atomerőmű SE összeolvadt)
- 2006–2011: Paksi FC
- 2011 júniusában névhasználati megállapodás született a Magyar Villamos Művek Zrt. és a Paksi FC között. A csapat a 2011–2012-es NB I soroláskor már MVM Paks néven szerepelt.
- 2014–: Paksi FC

## A csapat története

### Megalakulása
1952. november 28-án arra ösztönözte a labdarúgást szeretőket, hogy megalakítsák a Paksi Kinizsi Sportkört. Ennek alapítói: Rödlmeier János, Bán Péter, Bohner István, Judi János és Ambrus Ödön. A terv megvalósításához nagyban hozzájárult a Paksi Konzervgyár anyagi támogatása Kródi József segítségével, aki meghatározó személyisége volt a paksi labdarúgásnak.

### Az első osztályban

#### 2006/07: Az első idény
A csapat első szezonja a magyar élvonalban. A csapat vezetőedzője maradt Lengyel Ferenc. Története első magyar NB I-es bajnokiját, 2006. július 28-án játszotta a Paksi FC, a Vác ellenfeleként, idegenben. A mérkőzést 2–0 arányban nyerték a paksiak. Az őszi szezonban nem volt sok kiugró eredménye a Paksnak, leszámítva az Újpest és a Debrecen elleni hazai pályán játszott döntetlent, illetve szintén hazai pályán való Zalaegerszeg elleni győzelmet. A bajnokság első felét, így is a hetedik helyen fejezték be. 2007 telén lecserélték a régi címerüket, amit egészen addig használtak. Ezenkívül eltervezte a klub, hogy elkezdi felújítani a stadiont. A tavaszt négy győzelemmel, négy döntetlennel, és hét vereséggel zárták, ami rosszabb volt mint az őszi szezon mérlege. A gyengének nevezhető tavasz után, a tizenegyedik helyen végeztek történetük első NB I-es szezonjában, ami egy újonchoz képest nem rossz eredmény.

#### 2007/08

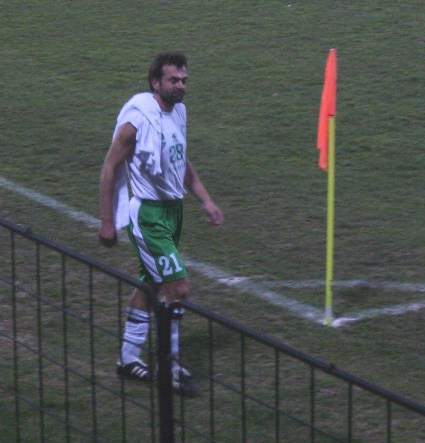
Tököli Attila 2008-ban

A 2007/08-as szezon előtt, sok új játékos érkezett a csapat megsegítésének céljából. Érkezett például Tököli Attila, a magyar bajnokság korábbi gólkirálya, illetve a Debrecen korábbi bajnok labdarúgója Éger László is. A csapat vezetőedzője maradt Lengyel Ferenc. Az első kilenc forduló után, csak a tizenkettedik helyen álltak, hét ponttal. 2007. szeptember 22-én rendezendő Sopron elleni bajnoki után, Lengyel Ferencet leváltották a vezetőedzői posztról. Így a szombati bajnoki után, hétfőn már ki is nevezték a Paks új edzőjét, Gellei Imrét. A korábbi szövetségi kapitány másfél évre írt alá az új klubjához. Az első bajnokin az új trénerrel rögtön sikerült megverni a negyedik helyezett Fehérvárt, és az ősz szezon végéig további négy pontot gyűjtöttek, így tizenkettedikként zárták az évad első felét. Volt egy remek szériája is a csapatnak, hiszen egymás utáni öt meccsükön veretlenek tudtak maradni. Legnagyobb győzelmüket, a később kieső Tatabánya ellen érték el, amikor 6–0 arányban győztek. A csapat legeredményesebb játékosa, a tizenöt gólig jutó, Tököli Attila lett.

#### 2008/09

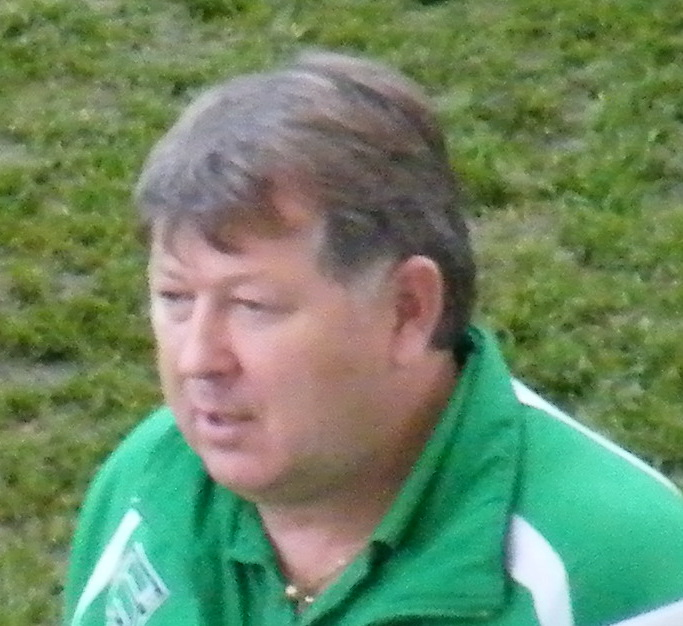
Gellei Imre

A 2008/09-es szezonra maradt Gellei Imre, a csapat vezetőedzője. Nagy erősítés nem történt a nyáron. A szezont jól kezdte a Paks együttese, hiszen megverte a Kecskemétet az első fordulóban. A második körben kikaptak a REAC-tól, de a harmadik fordulóban újra győztek, a Kaposvár ellen, így már a dobogó legalsó fokán álltak. Azonban történt egy nagyobbnak mondható visszaesés, ami az egymás utáni öt nyeretlen meccsnek tudható be. A Vasas ellen például 5–0-ra kaptak ki. A kilencedik fordulóban nyertek újra, a Győr ellen. Utána megint egymás utáni három vereség következett, amit a Siófok elleni hazai döntetlen szakított meg. Az őszi szezont tizennegyedik, azaz utolsó bennmaradó helyen fejezték be. A tavaszt megint csak sikerült jól kezdeniük, egy győzelemmel és három döntetlennel. A veretlenségi sorozatot, az MTK szakította meg a győzelmükkel. A következő fordulókban hullámzó volt a teljesítményük, de a 27. körben sikerült 3–1 arányban legyőzniük az Újpestet, aminek köszönhetően a budapesti csapat elszállt a bajnoki címtől. A győzelem után, a Siófok ellen is sikerült begyűjteniük a három pontot, viszont utána kikaptak a később bronzérmes Szombathelyi Haladás csapatától. A bajnokság utolsó fordulójában, Debrecenben játszottak, ahol vereséget szenvedtek az akkor már bajnok Lokitól. A Paks leggólerősebb játékosa a szezonban újra Tököli Attila lett, ezúttal tizenhat góllal járult hozzá csapata harmadik tizenegyedik helyéhez.

#### 2009/10: A rossz szezon és a Ligakupa döntő

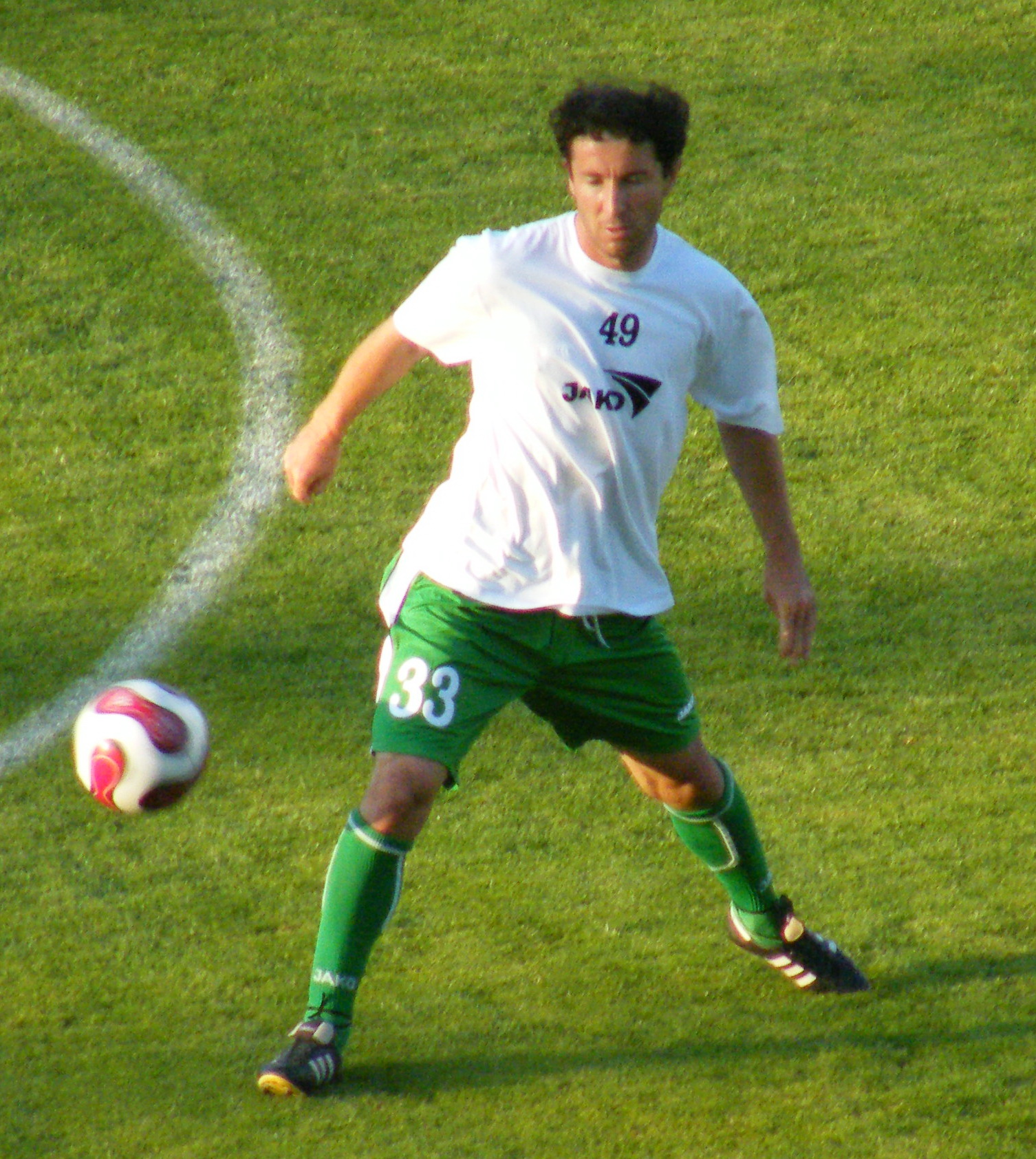
Lisztes Krisztián 2009-ben

A 2009/10-es szezon előtt, sikerült megszerezniük Lisztes Krisztiánt, korábbi válogatott labdarúgót. A játékos kétéves szerződést írt alá, akinek leigazolásában nagyban hozzájárult Gellei Imre személye. A bajnokság első felében hullámzó volt a teljesítményük, de általában a középmezőnyt erősítették. Legrosszabb helyezésük a tizenkettedik, legjobb pedig a nyolcadik volt. Az őszt végül kilencedikként zárták. A Ligakupában viszont sikerült továbbjutniuk a csoportkörből a középdöntőbe. A tavaszi bajnokságot viszont nem kezdték jól. A huszonkettedik fordulóban már a tizennegyedik helyen álltak. Gellei Imre ezután bejelentette lemondását a klubnak, amit a vezetőség el is fogadott. Az új edző, a korábbi pályaedző, Kis Károly lett. Még Gelleivel a Paksnak sikerült bejutnia a Ligakupa döntőjébe, ami a 21. század legnagyobb paksi focisikere. A döntőben a Debrecennel játszottak Kecskeméten és 2–1-es vereséget szenvedtek. A bajnokságot tizennegyedikként fejezték végül be.

#### 2010/11: (A SIKER korszak) A Ligakupa siker és az ezüst érem a bajnokságban
Az új idényben a Kis Károly vezette Paks az 1. fordulóban a Ferencváros ellen kezdte vendégként, 2–1-re kikaptak. A Debreceni VSC 2–2-es döntetlen játszottak hazai pályán. A Szolnoki MÁV-tól 3–1-es vereséget szenvedtek. A Zalaegerszegi TE-vel 2–2-t játszottak de az 5. fordulóban szerezte meg első győzelmet: Szombathelyen 2010. augusztus 29-én a Haladást 2–1-re megverték és megszakadt egy hosszú idegenbeli nyeretlenségi sorozat. Kaposváron szintén 2–1-re nyertek és Kecskeméten 1–0-ra győztek. Hazai pályán a Budapest Honvédtól kikaptak 1–0-ra és vendégként a Videotontól 2–1-re. A Vidi meccs előtt lejátszották a Lombard Pápa elleni elmaradt hazai meccsüket és simán 4–0-ra nyertek. Legyőzték a Győri ETOt 2-1-re. Idegenben született egy meglepetés, mert első ízben megverték az Újpestet 3–2-re. A BFC Siófokkal gól nélküli döntetlen játszottak, idegenben a Vasast 3–2-re és az őszi utolsó fordulóban 1–1-es döntetlent játszottak az MTK Budapesttel. A tavaszi nyitányon a Ferencvárost legyőzték 3–2-re. 2011 tavaszán a Debrecentől 2–1-re kikaptak, de legyőzték a Szolnokot 3–1-re. Zalaegerszegen kikaptak 1–0-ra, legyőzték a Haladást 2–1-re úgy, mint ősszel és a Pápát is szintén 2–1-re. Kikaptak a Kaposvártól 3-2-re itthon és ez volt és utolsó hazai vereségük, de legyőzték a Kecskemétet 2-0-ra. A Ligakupa döntőjében ismét a Debrecennel küzdöttek: Debrecenben 2–1-re nyert a hazai csapat, de Pakson 3–0-ra diadalmaskodott a hazai csapat és a Paks először nyert Ligakupát. Idegenben kikaptak a Honvédtól 1–0-ra és ez volt a bajnoki idény utolsó vereségük. De nagy meglepetésre megverték az idény végén bajnok Vidit 1–0-ra, a Győr ellen 1–1, megverték az Újpestet 2–1-re, vendégként a Siófokot 3–1-re, a Vasast 3–0-ra és a kiesett MTK-t gólzáporos meccsel 4–3-ra. Ezzel meglett a csapat 2. helyezése, ami a 2011–2012-es Európa-liga sorozatban vehetnek részt.

#### 2011/12: Az EL-től a 6. helyig
Az Európa-liga 1. selejtezőkörének párosításait június 20-án sorsolták. A Paks az andorrai UE Santa Coloma csapatát kapta ellenfeléül. A Paks a hazai mérkőzéseit a székesfehérvári Sóstói Stadionban játssza, mert a stadionjuk, a Fehérvári úti stadion nem felel meg az UEFA előírásainak. Az első mérkőzést Andorra la Vella-ban 1–0 arányban győztek és Székesfehérvárott sima 4–0-s győzelem született. A következő körben a Tromsø IL ellen játszottak és 1–1-s döntetlent játszottak hazai pályán. Július 17-én lejátszották első bajnoki mérkőzésüket a 2011–12-es idényben. Az ellenfél a Kecskeméti TE volt, a mérkőzés végeredménye 3–2 lett. Az Európa-liga 2. selejtezőkörének visszavágóján Norvégok otthonában 3–0-ra győztek és továbbjutottak. A bajnokság 2. fordulójában a Videoton FC-től sima 4–0-s vereséget szenvedtek vendégként. Az Európa-liga 3. selejtezőkörében a skót Hearts-cal mérkőztek meg és 1–1-s döntetlent értek el hazai pályán. A bajnokság 3. fordulójában a Lombard Pápa ellen csak 1–1-s döntetlen játszottak hazai környezetben. Az EL visszavágóján Edinburgh-ban 4–1-re kikaptak és búcsúztak utolsó magyarként a sorozatból. Viszont legyőzték az Újpestet vendégként 2–0-ra másodszorra is úgy, mint tavaly, zsinórban harmadszorra. Otthon a Siófokkal megint 1–1-s döntetlen játszottak és megint otthon 2–1-re kikaptak a még százszázalékos Győrtől. Kaposváron gólzáporos meccsen 4–4-es döntetlent játszottak. Elkezdődött a Ligakupa, a csapat a KTE, Újpest, Szolnok trióval került össze, Újpesten 3–3-at játszottak. A következő fordulóban a Szolnok ellen egy hatalmas, 10-1-es siker született, azon a meccsen Vayer Gábor, Gévay Zsolt és Montvai Tibor duplázott. A Diósgyőrrel szintén döntetlen, de csak 1-1, de idegenben a veretlen Lokitól 4–2-re kikaptak. Haza a PMFC-vel megint gólzáporos meccset játszottak, mint Kaposváron, mert újra 4–4-es döntetlent játszottak. A Bozsik József Stadionban 7 mérkőzéses nyeretlenség után 3–2-re győztek először a Honvéd ellen idegenben. A Ligakupa 3. és 4. mérkőzésén a Kecskeméttől kétszer 2–1-re kikaptak. A bajnokságban a Haladás ellen 3–2-re győztek és a 8. helyen álltak, de kikaptak a Vasastól 1–0-ra. A Magyar Kupa 4. fordulójában búcsúztak a Putnok ellen elszenvedett 3–2-es vereséggel. A bajnokságban újabb győzelem, a ZTE ellen 4–2-es siker és az őszi zárófordulóban az FTC-vel csak 0–0-s döntetlen született és a 8. helyen zárt. Három nappal később folytatódott a Ligakupa, Szolnokon sima 4–0-s győzelem született (Hrepka Ádám duplázott) és otthon győztek az Újpestiek ellen 5–3-ra (ott Magasföldi József duplázott). Az őszre előre hozott első tavaszi meccsen Kecskeméten 1–0-ra győztek a házigazda ellen. A másik meccsen hazai pályán a Viditől 2–1-re kikaptak úgy, hogy már vezettek. A téli szünet után a Ligakupa negyeddöntőjét játszották a DVSC-vel. Első meccsüket Pakson játszották le és a házigazdák 1–0-ra kikaptak, a második meccsen (Debrecenben) 1–1-es döntetlen volt, így a címvédő 2–1-es összesítésben búcsúzott. Rosszul kezdődött a tavasz, mert kikaptak a Pápától 1–0-ra. De hazai pályán legyőzték az Újpestet megint 2–0-ra. A további három meccsen 1 pontot szereztek (vereség: Siófokon (2–0), Győrben (4–1) és döntetlen a Kaposvárral (0–0)). Diósgyőrben nyertek 2–1-re. Döntetlen hazai pályán a Debrecennel, 0–0. Pécsett 2–1-re nyertek és 12 forduló után a 8-ról a 6. helyre léptek fel. A Honvédot hazai pályán 2–1-re verték, de jött egy nagy pofon: Szombathelyen 5–0-ra kikaptak és ez volt nekik a szezon utolsó vereségük. A Vasas ellen megint hazai pályán 2–1-re nyertek, Zalaegerszegen 1–1-es döntetlen és a Fradit megverték 4–2-re. A Paksnak volt esélye ahhoz, hogy a 4. helyezést elérje, mert a Győrt kizárták az EL-ből, de nem sikerült és a 6. helyen zártak.

#### 2012/13: Avagy Kis Károly távozik és Tomislav Sivic visszatér Magyarországra
Az atomvárosiaknak nem indult jól ez a szezon, mert az 1. fordulóban kikaptak a PMFC-től 3–2-re hazai pályán. Pár nappal a meccs után távozott a sikeredző, Kis Károly, aki két évig szolgálta a csapatot: 2011-ben Ligakupasiker, ezüstérem és EL 3. selejtezőkör – ezzel így köszönt el. Máté Csaba, az ideiglenes vezetőedző. Érkezett egy régi-új kedvenc: Tököli Attila, aki 2007–2010 között már játszott, akkor 76 meccsen 42 gólt rúgott és nagy sikere 2010-ben, a Ligakupa döntő. A 2. fordulóban Pápán gól nélküli döntetlent játszottak és meglett az első pontjuk. Hazai pályán 2-2-t játszottak az Újpest ellen. Kispesten 3-3-at játszottak úgy, hogy már 3-1-re is vezettek és ez már a 3. döntetlenjük. Hazai pályán 1-0-ra kikaptak az újonc Egertől. Megjött az edző, Szivics Tomiszlav, aki már kétszer volt a KTE edzője is. Jól sikerült az új edző bemutatkozása, mert a Haladás otthonában 0-1-ről 2-1-re nyertek és ezzel meglett az első győzelmük. A Ligakupában a B csoportban kapott helyet a Vasas, a Pécs és a Siófok mellett. Az 1. fordulóban hazai pályán 2-1-re győzött a Pécs ellen, de a Fáy utcában 1-0-ra kikaptak. A válogatott szünet után hazai pályán is megszületett az első hazai győzelem, mert a Siófokot Vayer ill. Simon mesterhármasával 4-1-re nyertek. Diósgyőrben 1-0-ra kikaptak és az új edző első veresége. Saját pályáján 1-1-et játszottak a Vidi ellen úgy, hogy már vezettek Tököli góljával, aki az 1. gólját lőtte a szezonban. Ismét döntetlen hazai pályán, csak a Győr ellen, akik rekordot akartak fölállítani, de a találkozó vége: 0-0. A Ligakupában Siófokon 0-0-t játszottak és 4 ponttal 2.-ok. Ismét a Siófokkal játszottak, de itthon 1-1 volt a vége és 3.-ok. A válogatott szünet után az Üllői úton a Fradi ellen 0-1-ről 2-1-re tudtak fordítani, de a vége 2-2 volt. Hazai pályán 0-0 az MTK ellen, ezzel zsinórban 3. hazai, ill. 4. bajnoki döntetlenjük, összesítve a 7. a bajnokságban. Debrecenen Tököli góljával nyertek 1-0-ra, ez több szempontból is érdekes, mert először nyertek a csapat ellen & megszakította 2011. májusa óta tartó veretlenségét. A Ligakupában a Vasast hazai pályán sima 4-1-es sikert értek el. A Kaposvár elleni hazai bajnokin 2-1-re kikaptak úgy, hogy már vezettek. Az őszi záró fordulóban Kecskeméten 1-1-es döntetlent értek el úgy, hogy már megint vezettek. A Ligakupában Pécsett 2-0-ra kikapott és a 3. helyen kiesett. A Magyar kupában Győrben 4-0-s vereséget szenvedtek. Az előre hozott tavaszi 1. mérkőzésen Pécsett 3-1-re nyertek, ezzel visszavágva az őszi 3-2-ért. A Magyar kupa visszavágóján 3-2-re kikaptak és ezzel 2-s vereséggel búcsúztak. Az év utolsó bajnokin a Pápát 2-0-ra verték és a 9. helyen zárt. Az év első bajnoki meccsén Újpesten 6-0-s sikert arattak Lázok 4 és Tököli 2 góljával. Az újpesti siker után hazai pályán 3-0-ra kikaptak a Honvédtól. Egy hetes hószünet után a Haladást fogadták, de ezen nem esett gól. Siófokon 1-1 volt úgy, hogy már a hazai csapat vezetett, de Lázok szabadrúgás gólja megmentette a vereségtől. Az elmaradt fordulóból lejátszott meccsen Vácott, az egriekkel 2-2-t játszottak. A DVTK-t 1-0-ra megverték. A következő fordulóban Fehérvárott 2-0-ra kikapott, aztán Győrben hatalmas meglepetés történt, hiszen a csapat 0-3-ról 4-3-ra győztek a későbbi bajnok ellen. Ez volt az atomvárosiak utolsó győzelme az idényben, mert az utolsó 5 fordulóban (FTC 3-1, MTK 1-0, DVSC 2-1, Kaposvár és KTE 1-0) vesztettek és az idény végén Szivic mester távozott.

#### 2013/14: Horváth Ferenc
Nyáron megjött Kecskemétről Horváth Ferenc. Az 1. fordulóban nyertek Újpesten 0-1-ről 2-1-re. A 2. fordulóban a Pécs elleni hazai meccset szintén 2-1-re nyertek, a 3. fordulóban az újonc Puskás Akadémiát 4-1-re verték Simon Attila mesterhármasával és ezzel 100%-osok, illetve Simon 6 góllal gólkirály. Fehérváron 4-1-re kikaptak és ezzel megszakadt a Paks történetének legjobb rajtja. A Budapest Honvéd ellen hazai pályán 1-1 úgy, hogy Simon már az 1. félidőben vezetett, Simon 7 gólos. Győrben 2-0-ra kikaptak. A Ligakupában kétszer játszott hazai pályán, a másod osztályú Kozármislenyt 4-2-re, míg a Videoton ellen 3-3-t játszottak. A válogatott szünet után a Kaposvárt hazai pályán 2-0-ra megverte, az MTK ellen idegenben 2-0-ra kikapott. Az újonc Mezőkövesd ellen hazai pályán csak 1-1-es döntetlent játszott.

## Sikerei
- Magyar bajnokság
  - Ezüstérmes (2 alkalommal): 2010–11, 2023-24

- Magyar Kupa
  - Győztes (2 alkalommal): 2023–24, 2024–25
  - Ezüstérmes (1 alkalommal): 2021–22

- Magyar ligakupa
  - Győztes (1 alkalommal): 2010–11
  - Ezüstérmes (1 alkalommal): 2009–10

## Nemzetközi kupaszereplés
| Szezon  | Bajnokság        | Forduló         | Ellenfél              | 1. mérk. | 2. mérk. | Össz. |
| ------- | ---------------- | --------------- | --------------------- | -------- | -------- | ----- |
| 2011–12 | Európa-liga      | 1. selejtezőkör | UE Santa Coloma       | 1–0      | 4–0      | 5–0   |
| 2011–12 | Európa-liga      | 2. selejtezőkör | Tromsø IL             | 1–1      | 3–0      | 4–1   |
| 2011–12 | Európa-liga      | 3. selejtezőkör | Hearts                | 1–1      | 1–4      | 2–5   |
| 2024–25 | Európa-liga      | 1. selejtezőkör | CS Corvinul Hunedoara | 0–4      | 2-0      | 2-4   |
| 2024–25 | Konferencia Liga | 2. selejtezőkör | AÉK Lárnakasz         | 3-0      | 2-0      | 5-0   |
| 2024–25 | Konferencia Liga | 3. selejtezőkör | Mornar                | 3-0      | 2-2      | 5-2   |
| 2024–25 | Konferencia Liga | Rájátszás       | Mladá Boleslav        | 2-2      | 0-3      | 2-5   |
| 2025-26 | Európa-liga      | 1. selejtezőkör | FC CFR 1907 Cluj      | 0-0      | 0-3      | 0-3   |

Megjegyzés: Az eredmények minden esetben a Paks szemszögéből értendőek, a dőlten írt mérkőzéseket pályaválasztóként játszotta.

### Összesítés
rowspan=3| 2024–25
| Kiírás           | M               | Gy              | D                | V   | LG–KG | Gk  |
| ---------------- | --------------- | --------------- | ---------------- | --- | ----- | --- |
| Európa-liga      | 9               | 4               | 3                | 2   | 13–10 | +3  |
| Konferencia Liga | 6               | 3               | 2                | 1   | 12–7  | +5  |
| Összesen         | 15              | 7               | 5                | 3   | 25–17 | +8  |
| Konferencia Liga | 2. selejtezőkör | AÉK Lárnakasz   | 3-0              | 2-0 | 5-0   |     |
| Konferencia Liga | 3. selejtezőkör | Mornar          | 3-0              | 2-2 | 5-2   |     |
| Konferencia Liga | Rájátszás       | Mladá Boleslav  | 2-2              | 0-3 | 2-5   |     |
| 2025-26          | Európa-liga     | 1. selejtezőkör | FC CFR 1907 Cluj | 0-0 | 0-3   | 0-3 |

Megjegyzés: Az eredmények minden esetben a Paks szemszögéből értendőek, a dőlten írt mérkőzéseket pályaválasztóként játszotta.
| Kiírás | M | Gy | D | V | LG–KG | Gk |
| ------ | - | -- | - | - | ----- | -- |

## Játékoskeret
Utolsó módosítás: 2024. február 16.
A vastaggal jelzett játékosok felnőtt válogatottsággal rendelkeznek.
A dőlttel jelzett játékosok kölcsönben szerepelnek a klubnál.
*A második csapatban is pályára lépő játékos.
Az érték oszlopban szereplő , , és = jelek azt mutatják, hogy a Transfermarkt legutóbbi adatfrissítése előtti állapothoz képest mennyit  nőtt, csökkent a játékos értéke, vagy ha nem változott, akkor azt az = jel mutatja.
| Mezszám                | Név              | Nemzetiség | Születési hely    | Születési idő (kor)            | Korábbi csapat                 | Érték (€)            | Szerződés lejárta |
| Kapusok                | Kapusok          | Kapusok    | Kapusok           | Kapusok                        | Kapusok                        | Kapusok              | Kapusok           |
| ---------------------- | ---------------- | ---------- | ----------------- | ------------------------------ | ------------------------------ | -------------------- | ----------------- |
| 1                      | Kovácsik Ádám    | magyar     | Budapest          | 1991. április 4. (34 éves)     | Mezőkövesd Zsóry FC            | 350 000 (=)          | 2027.06.30.       |
| 25                     | Simon Barnabás*  | magyar     | Szombathely       | 2004. február 13. (21 éves)    | Szombathelyi Haladás           | 175 000 (=)          | 2024.06.30.       |
| 31                     | Borsos Vilmos    | magyar     | Szigetszentmiklós | 2000. szeptember 21. (24 éves) | Budaörsi SC                    | 25 000 (=)           | 2024.06.30        |
| \|Védők                |                  |            |                   |                                |                                |                      |                   |
| 2                      | Kinyik Ákos      | magyar     | Debrecen          | 1993. május 12. (32 éves)      | Debreceni VSC                  | 500 000 ( 200 000)   | 2024.06.30.       |
| 3                      | Szélpál Norbert  | magyar     | Szeged            | 1996. március 3. (29 éves)     | Békéscsaba 1912 Előre          | 350 000 (=)          | 2026.06.30.       |
| 11                     | Osváth Attila    | magyar     | Veszprém          | 1995. december 10. (29 éves)   | Puskás Akadémia FC             | 400 000 ( 75 000)    | 2024.06.30.       |
| 14                     | Silye Erik       | magyar     | Orosháza          | 1996. június 12. (29 éves)     | Vasas FC                       | 300 000 ( 125 000)   | 2026.06.30.       |
| 20                     | Kovács Krisztián | magyar     | Komárom           | 2000. május 29. (25 éves)      | Győri ETO FC                   | 350 000 ( 125 000)   | 2026.06.30.       |
| 24                     | Lenzsér Bence    | magyar     | Győr              | 1996. április 9. (29 éves)     | Győri ETO FC                   | 350 000 ( 100 000)   | 2024.06.30.       |
| 30                     | Szabó János      | magyar     | Szekszárd         | 1989. július 11. (36 éves)     | Utánpótlásból került fel       | 250 000 (=)          | 2024.06.30.       |
| \|Középpályások        |                  |            |                   |                                |                                |                      |                   |
| 5                      | Vécsei Bálint    | magyar     | Miskolc           | 1993. július 13. (32 éves)     | Vissel kobe                    | 1 000 000 ( 900 000) | 2027.06.30.       |
| 8                      | Balogh Balázs    | magyar     | Budapest          | 1990. június 11. (35 éves)     | Puskás Akadémia FC             | 300 000 ( 50 000)    | 2024.06.30.       |
| 12                     | Vas Gábor*       | magyar     | Paks              | 2003. augusztus 29. (21 éves)  | Utánpótlásból került fel       | 300 000 (=)          | Nem publikus      |
| 18                     | Gyurkits Gergő   | magyar     | Budapest          | 2002. június 5. (23 éves)      | Pécsi Mecsek FC                | 150 000 (=)          | 2026.06.30.       |
| 19                     | Horváth Kevin*   | magyar     | Paks              | 2005. március 2. (20 éves)     | Utánpótlásból került fel       | 75 000 ( 75 000)     | Nem publikus      |
| 21                     | Papp Kristóf     | magyar     | Kerepestarcsa     | 1993. május 14. (32 éves)      | Gyirmót FC Győr                | 500 000 ( 100 000)   | 2026.06.30.       |
| 22                     | Windecker József | magyar     | Szeged            | 1992. december 2. (32 éves)    | PAE APÓ Levadiakósz            | 350 000 ( 25 000)    | 2026.06.30.       |
| 23                     | Ötvös Bence      | magyar     | Nyíregyháza       | 1988. március 13. (37 éves)    | Kisvárda Mastergood            | 300 000 (=)          | 2027.06.30.       |
| 26                     | Mezei Szabolcs   | magyar     | Békéscsaba        | 2000. október 18. (24 éves)    | MTK Budapest FC                | 450 000 ( 200 000)   | 2026.06.30.       |
| 27                     | Szabó Bálint     | magyar     | Székesfehérvár    | 2001. január 18. (24 éves)     | Fehérvár FC II                 | 300 000 ( 25 000)    | 2026.06.30.       |
| \|Támadók              |                  |            |                   |                                |                                |                      |                   |
| 7                      | Skribek Alen     | magyar     | Budapest          | 2001. április 11. (24 éves)    | Puskás Akadémia FC             | 200 000 ( 50 000)    | 2026.06.30.       |
| 9                      | Hahn János       | magyar     | Szekszárd         | 1995. március 15. (30 éves)    | FC DAC 1904                    | 350 000 ( 50 000)    | 2024.06.30.       |
| 10                     | Haraszti Zsolt   | magyar     | Budapest          | 1991. november 4. (33 éves)    | Fehérvár FC                    | 150 000 ( 50 000)    | 2024.06.30.       |
| 13                     | Böde Dániel*     | magyar     | Szekszárd         | 1986. október 21. (38 éves)    | Ferencvárosi TC                | 50 000 (=)           | 2024.06.30.       |
| 15                     | Zimonyi Dávid    | magyar     | Kimle             | 1997. december 24. (27 éves)   | Vasas FC                       | 125 000 (=)          | 2027.06.30.       |
| 16                     | Pesti Zoltán*    | magyar     | Paks              | 2005. április 24. (20 éves)    | Utánpótlásból került fel       | 25 000 ( 25 000)     | 2024.06.30.       |
| 29                     | Tóth Barna       | magyar     | Budapest          | 1995. március 13. (30 éves)    | Kecskeméti TE                  | 300 000 (=)          | 2027.06.30.       |
| Kölcsönadott játékosok |                  |            |                   |                                |                                |                      |                   |
| Név                    | Poszt            | Nemzetiség | Születési hely    | Születési idő (kor)            | Kölcsönben itt                 | Érték (€)            | Kölcsön lejárta   |
| Szekszárdi Milán       | védő             | magyar     | Paks              | 2001. február 8. (24 éves)     | Kazincbarcikai SC              | 75 000 (=)           | 2024.06.30.       |
| Nyári Patrik           | középpályás      | magyar     | Szombathely       | 2001. április 9. (24 éves)     | Szeged-Csanád Grosics Akadémia | 100 000 (=)          | 2024.06.30.       |
| Nagy Richárd           | középpályás      | magyar     | Budapest          | 1994. április 8. (31 éves)     | Szentlőrinc SE                 | 225 000 ( 25 000)    | 2025.06.30.       |
| Debreceni Zalán        | védő             | magyar     | Szekszárd         | 2002. július 6. (23 éves)      | HR-Rent Kozármisleny           | 100 000 (=)          | 2025.06.30.       |
| Hegedűs János          | védő             | magyar     | Budapest          | 1996. október 4. (28 éves)     | FK Csíkszereda                 | 250 000 (=)          | 2025.06.30.       |
| Kocsis Bence           | támadó           | magyar     | Marosvásárhely    | 2001. április 23. (24 éves)    | Videoton Fehérvár FC           | 225 000 (=)          | 2025.06.30.       |

## Vezetőség és szakmai stáb
Utolsó módosítás: 2023. június 20.
| Vezetőség                         | Vezetőség         | Szakmai stáb           | Szakmai stáb         |
| --------------------------------- | ----------------- | ---------------------- | -------------------- |
| Ügyvezető                         | Balog Judit       | Vezetőedző             | Bognár György        |
| Ügyvezető                         | Haraszti Zsolt    | Pályaedző              | Kiss Tamás           |
| Szakosztályelnök                  | Bognár Péter      | Pályaedző              | Haraszti Zoltán      |
| Utánpótlás operatív vezető        | Karszt László     | Masszőr                | Varga László         |
| Technikai vezető                  | Karszt József     | Masszőr                | Bernáth Győző        |
| Stadionbiztonsági projekt felelős | Benedeczki Ferenc | Kapusedző              | Csernyánszki Norbert |
| Kommunikációs vezető              | Méhes Tamás       | Csapatorvos            | Dr. Kis-Miki András  |
|                                   |                   | Utánpótlás vezető      | Péter Norbert        |
| Kit menedzser                     | Gróf Edvin        | Rehabilitációs masszőr | Váczi László         |

## Statisztika

### Az első osztályban
Az alábbi táblázatban összesítve szerepelnek a Paksi FC első osztályú statisztikái.
| Szezon   | M   | GY  | D   | V   | LG–KG   | GK  | P   |
| -------- | --- | --- | --- | --- | ------- | --- | --- |
| 2006–07  | 30  | 10  | 7   | 13  | 34–38   | –4  | 37  |
| 2007–08  | 30  | 9   | 10  | 11  | 51–51   | 0   | 37  |
| 2008–09  | 30  | 9   | 8   | 13  | 38–51   | –13 | 35  |
| 2009–10  | 30  | 7   | 10  | 13  | 31–44   | –13 | 31  |
| 2010–11  | 30  | 17  | 5   | 8   | 54–38   | +16 | 56  |
| 2011–12  | 30  | 12  | 9   | 9   | 47–51   | –4  | 45  |
| 2012–13  | 30  | 8   | 11  | 11  | 40–38   | +2  | 35  |
| 2013–14  | 30  | 8   | 10  | 12  | 39–42   | –3  | 34  |
| 2014–15  | 30  | 14  | 9   | 7   | 44–27   | +17 | 51  |
| 2015–16  | 33  | 12  | 7   | 14  | 41–40   | +1  | 43  |
| 2016–17  | 33  | 11  | 12  | 10  | 41–37   | +4  | 45  |
| 2017–18  | 33  | 11  | 9   | 13  | 43–48   | -5  | 42  |
| 2018–19  | 33  | 9   | 12  | 12  | 33–46   | -13 | 39  |
| 2019–20  | 33  | 11  | 8   | 14  | 46-53   | -7  | 41  |
| 2020–21  | 33  | 14  | 8   | 11  | 76-64   | +12 | 50  |
| 2021–22  | 33  | 12  | 7   | 14  | 75-63   | -12 | 43  |
| 2022–23  | 33  | 14  | 7   | 12  | 57-57   | 0   | 49  |
| 2023–24  | 33  | 17  | 7   | 9   | 51-42   | +9  | 58  |
| 2024–25  | 5   | 3   | 1   | 1   | 9-8     | +1  | 10  |
| Összesen | 569 | 209 | 148 | 207 | 789–793 | +17 | 775 |

Az alábbi táblázatban a Paksi FC bajnoki első osztályban elért helyezései láthatók.
|     | 2006–07 | 2007–08 | 2008–09 | 2009–10 | 2010–11 | 2011–12 | 2012–13 | 2013–14 | 2014–15 | 2015–16 | 2016–17 | 2017–18 | 2018–19 | 2019–20 | 2020-21 | 2021–22 | 2022–23 | 2023–24 |
| --- | ------- | ------- | ------- | ------- | ------- | ------- | ------- | ------- | ------- | ------- | ------- | ------- | ------- | ------- | ------- | ------- | ------- | ------- |
| 1.  |         |         |         |         |         |         |         |         |         |         |         |         |         |         |         |         |         |         |
| 2.  |         |         |         |         |         |         |         |         |         |         |         |         |         |         |         |         |         |         |
| 3.  |         |         |         |         |         |         |         |         |         |         |         |         |         |         |         |         |         |         |
| 4.  |         |         |         |         |         |         |         |         |         |         |         |         |         |         |         |         |         |         |
| 5.  |         |         |         |         |         |         |         |         |         |         |         |         |         |         |         |         |         |         |
| 6.  |         |         |         |         |         |         |         |         |         |         |         |         |         |         |         |         |         |         |
| 7.  |         |         |         |         |         |         |         |         |         |         |         |         |         |         |         |         |         |         |
| 8.  |         |         |         |         |         |         |         |         |         |         |         |         |         |         |         |         |         |         |
| 9.  |         |         |         |         |         |         |         |         |         |         |         |         |         |         |         |         |         |         |
| 10. |         |         |         |         |         |         |         |         |         |         |         |         |         |         |         |         |         |         |
| 11. |         |         |         |         |         |         |         |         |         |         |         |         |         |         |         |         |         |         |
| 12. |         |         |         |         |         |         |         |         |         |         |         |         |         |         |         |         |         |         |
| 13. |         |         |         |         |         |         |         |         |         |         |         |         |         |         |         |         |         |         |
| 14. |         |         |         |         |         |         |         |         |         |         |         |         |         |         |         |         |         |         |
| 15. |         |         |         |         |         |         |         |         |         |         |         |         |         |         |         |         |         |         |
| 16. |         |         |         |         |         |         |         |         |         |         |         |         |         |         |         |         |         |         |

## Híres játékosok
* a félkövérrel írt játékosok rendelkeznek felnőtt válogatottsággal.
- Ádám Martin
- Buzás Attila
- Bita László
- Böde Dániel
- Bőle Lukács
- Bori Gábor
- Csernyánszki Norbert
- Éger László
- Fiola Attila
- Hahn János
- Heffler Tibor
- Horváth Ferenc
- Horváth Gábor
- Hrepka Ádám
- Kádár Tamás
- Koltai Tamás
- Kovács Attila
- Kriston Attila
- Lázok János
- Lisztes Krisztián
- Magasföldi József
- Márkus Tibor
- Montvai Tibor
- Nikolov Balázs
- Pokorni Péter
- Rodenbücher István
- Salamon Miklós
- Simon Ádám
- Simon Attila
- Szabó János
- Tököli Attila
- Zováth János

## A klub edzői
- Lengyel Ferenc (2004–2007)
- Gellei Imre (2007–2010)
- Kis Károly (2010–2012)
- Máté Csaba (2012)
- Szivics Tomiszlav (2012–2013)
- Horváth Ferenc (2013–2014)
- Csertői Aurél (2014–2019)
- Szivics Tomiszlav (2019)
- Osztermájer Gábor (2019–2020)
- Bognár György (2020–2022)[4]
- Waltner Róbert (2022–2023)
- Bognár György (2023–)

## Szezonok
- A Paksi FC 2007–2008-as szezonja
- A Paksi FC 2008–2009-es szezonja
- A Paksi FC 2009–2010-es szezonja
- A Paksi FC 2010–2011-es szezonja
- A Paksi FC 2011–2012-es szezonja
- A Paksi FC 2012–2013-as szezonja
- A Paksi FC 2013–2014-es szezonja
- A Paksi FC 2021–2022-es szezonja
- A Paksi FC 2022–2023-as szezonja